# Red Bull Ring
Red Bull Ring är en racerbana belägen utanför Spielberg i Österrike. Red Bull Ring är en ombyggnad av den äldre banan A1-Ring, och innan dess Österreichring. Banan fick namnet Red Bull Ring efter en sponsor, energidryckstillverkaren Red Bull. Man körde Österrikes Grand Prix i formel 1 på A1-Ring mellan 1997 och 2003. Banan blev åter värd för formel 1 2014, då på den nylagda banan.

## F1-vinnare
| Säsong | Förare             | Tillverkare      |
| ------ | ------------------ | ---------------- |
| 2022   | Charles Leclerc    | Ferrari          |
| 2021   | Max Verstappen     | Red Bull Racing  |
| 2020   | Lewis Hamilton     | Mercedes         |
| 2020   | Valtteri Bottas    | Mercedes         |
| 2019   | Max Verstappen     | Red Bull Racing  |
| 2018   | Max Verstappen     | Red Bull Racing  |
| 2017   | Valtteri Bottas    | Mercedes         |
| 2016   | Lewis Hamilton     | Mercedes         |
| 2015   | Nico Rosberg       | Mercedes         |
| 2014   | Nico Rosberg       | Mercedes         |
| 2003   | Michael Schumacher | Ferrari          |
| 2002   | Michael Schumacher | Ferrari          |
| 2001   | David Coulthard    | McLaren-Mercedes |
| 2000   | Mika Häkkinen      | McLaren-Mercedes |
| 1999   | Eddie Irvine       | Ferrari          |
| 1998   | Mika Häkkinen      | McLaren-Mercedes |
| 1997   | Jacques Villeneuve | Williams-Renault |